# Dorothy Bundy Cheney
Dorothy “Dodo” Bundy Cheney, född Bundy 1 september 1916 i Los Angeles, Kalifornien, död 23 november 2014 i Escondido, Kalifornien, var en amerikansk högerhänt tennisspelare. Hon upptogs 2004 i International Tennis Hall of Fame. 

## Tenniskarriären
Dorothy Bundy var den första amerikanskan som vann singeltiteln i Australiska mästerskapen. Det var i 1938 års turnering som hon nådde singelfinalen. Hon besegrade där den australiska spelaren Dorothy Stevenson (6-3, 6-2).
Hon spelade ytterligare 4 GS-finaler varav 3 i mixed dubbel ( Amerikanska mästerskapen 1944,  Franska mästerskapen 1946 och Wimbledonmästerskapen 1946) och en i dubbel (Australiska mästerskapen 1938). 
Bundy deltog 1937-39 i det segrande amerikanska Wightman Cup-laget.

## Spelaren och personen
Dorothy Bundy var dotter till den amerikanska stjärnspelaren May Sutton som tillhörde världseliten i tennis under 1900-talets första årtionde. Hennes far var Tom Bundy, som vann dubbeltiteln i Amerikanska mästerskapen 1912, 1913 och  1914. 
Dorothy Bundy har aldrig upphört med tävlingstennis och innehar rekord i antal vunna amerikanska seniortitlar (över 300) och har dessutom vunnit över 20 senior Grand Slam-titlar. Vid 85 års ålder vann hon tillsammans med sin dotter Christine Putnam den amerikanska grästurneringen "super-senior mor och dotter-mästerskapen". Turneringen spelades vid Newport Casino i Newport, Rhode Island, på platsen för International Tennis Hall of Fame. 

## Grand Slam-titlar
- Australiska mästerskapen
  - Singel - 1938